# Viktor und Viktoria (1933)
Viktor und Viktoria ist eine deutsche Filmkomödie aus dem Jahr 1933. Regie führte Reinhold Schünzel, die Hauptrollen spielten Renate Müller, Hermann Thimig und Adolf Wohlbrück.

## Handlung
Viktor Hempel ist ein Kleindarsteller, der sich aber zu höheren Rollen wie den Hamlet berufen fühlt. Beim Vorspielen in einer Theateragentur fällt er durch, da er eine ernste Rolle unfreiwillig komisch dargestellt hat. Viktor lernt die ebenfalls abgelehnte Sängerin Susanne Lohr kennen, und die beiden freunden sich an. Als Viktor erkrankt und sein Auftritt als Damen-Imitator „Monsieur Viktoria“ in einem Kabarett gefährdet ist, springt Susanne für ihn ein. Ihr Auftritt erweist sich als erfolgreich und der Theateragent Punkertin – der sie für einen Mann hält – verpflichtet Susanne auf der Stelle. Nun muss sie sich dauerhaft als „Monsieur Viktoria“ verkleiden, während Viktor sie begleitet. 
Die Tournee erweist sich als erfolgreich und führt Viktoria bald nach London. Dort kommt Susanne im Frack bei Frauen besonders gut an. Dann jedoch trifft sie Robert, der als „Londons berühmtester Frauenkenner“ gilt. Robert will nicht glauben, dass es sich bei „Monsieur Viktoria“ um einen Mann handelt, da er sich auf seltsame Weise zu ihr hingezogen fühlt. Robert belauscht wenig später zufällig ein Gespräch zwischen Viktor und Susanne, sodass er hinter ihr Geheimnis kommt. Er denkt sich Männlichkeitsproben für Susanne aus, beispielsweise Rasur bei einem Friseur, den Besuch einer Bar und das Pfeiferauchen. Susanne fällt es schwer, ihre Männerrolle weiterhin glaubwürdig aufrechtzuerhalten, da sie sich in Robert verliebt hat. Ein Blumenstrauß führt dazu, dass die eifersüchtige Susanne denken muss, Robert wolle die elegante Dame Ellinor heiraten. 
Viktor Hempel denkt zwischenzeitlich, er müsse ein Pistolenduell mit Roberts Freund Douglas führen und erwägt deshalb den Selbstmord. Auch macht er dem blonden Nummerngirl Lilian auf eher ungeschickte Weise Liebesavancen. Als Susanne ihre Frauenrolle als „Monsieur Viktoria“ aus Liebe zu Robert schließlich aufgibt, muss Viktor selbst als „Viktoria“ in einer Revue einspringen, um einen Vertragsbruch abzuwenden. Viktors Auftritt entwickelt sich dank seiner unfreiwilligen Komik zu einem vollen Erfolg. Robert und Susanne sowie Viktor und Lilian werden Paare.

## Produktionsnotizen
Der Film wurde von der Universum Film-Aktiengesellschaft (Ufa) unter der Herstellungsleitung von Alfred Zeisler produziert. Die Dreharbeiten fanden zwischen Mitte September und Mitte November 1933 in den Ufa-Filmateliers Neubabelsberg, dem heutigen Studio Babelsberg in Potsdam, statt.
Die Uraufführung erfolgte am 23. Dezember 1933 im Gloria-Palast (Berlin).

## Auszeichnungen
- Die Filmprüfstelle verlieh Viktor und Viktoria das Prädikat „künstlerisch“.

## Rezeption
Die zeitgenössische Presse war von dem Film begeistert. Selbst der Völkische Beobachter bezeichnete den Film als „sprühend inszeniert“ und als „durchschlagenden Erfolg“. Der Film-Kurier schrieb „Ein leicht beschwingtes, musikalisches Spiel, das die Ausgeglichenheit der Szenen musikalisch, wie dialogmäßig in ganz hervorragender Weise zum Ausdruck bringt.“
Mit dem Abstand einiger Jahrzehnte hielt das Lexikon des internationalen Films den Film für einen der „kultiviertesten Unterhaltungsfilmen der Ufa nach 1933: leichte Muse par exellence“. Der Evangelische Filmbeobachter meint, Viktor und Viktoria sei ein „Film voller Musik und Humor, (der) trotz seines Alters kaum etwas von seinem Unterhaltungswert verloren“ habe.

## Weitere Verfilmungen
Die Geschichte wurde mehrfach wiederverfilmt. Reinholf Schünzel selbst drehte im Jahr 1933 parallel in Babelsberg eine französischsprachige Fassung unter dem Titel Georges et Georgette. Die drei Hauptrollen waren hier mit Meg Lemonnier (als Suzanne), Julien Carette (als Georges = Viktor) und Adolf Wohlbrück (als Robert) besetzt.
Die erste englischsprachige Version entstand im Jahr 1935 im Vereinigten Königreich unter der Regie von Victor Saville und trug den Titel First a Girl. 
1957 entstand in der Bundesrepublik Deutschland eine Neuverfilmung unter dem Titel Viktor und Viktoria mit Johanna von Koczian, Georg Thomalla und Johannes Heesters in den Hauptrollen; Regie führte Karl Anton. 
Die bekannteste Version des Stoffes schuf 1982 Blake Edwards mit dem britisch-US-amerikanischen Metro-Goldwyn-Mayer Spielfilm Victor/Victoria und Julie Andrews, Robert Preston und James Garner in den Hauptrollen. Edwards schrieb den Film zu einem Musical um, das am 25. Oktober 1995 Premiere im Marquis Theatre am Broadway hatte, wiederum mit seiner Frau Julie Andrews in der Titelrolle.